# محمد عرب (دیپلمات)
محمد عرب(زاده
۱۳۱۴ شمیران – ۱۳۹۹ قم) دیپلمات باسابقه وزارت خارجه جمهوری اسلامی ایران، متولد سال۱۳۱۴ در رستم‌آباد شمیران واقع در تهران می‌باشد. پیش از وقوع انقلاب در ایران، او در ارتش شاهنشاهی خدمت می‌کرد، ولی به اتهام مبارزه سیاسی علیه حکومت شاه در سال ۱۳۵۲ به شهر قم تبعید شد. محمد عرب پس از وقوع انقلاب، به سمت شهردار قم انتخاب شد، سپس به عنوان معاون اداری و مالی وزیر امور خارجه وقت (علی‌اکبر ولایتی) به آن وزارت‌خانه رفت و از سال ۱۳۶۰ به مدت هفت سال معاونت این وزارتخانه را به عهده داشت. وی از سال ۱۳۶۷ تا ۱۳۷۲ به عنوان سفیر ایران به کشور عمان رفت. نامبرده پس از بازنشستگی به عنوان عضو شورای شهر قم انتخاب و به فعالیت پرداخت.
وی در اثر بیماری کرونا در تاریخ ۱۱ شهریور ۱۳۹۹ در قم درگذشت. محمدجواد ظریف (وزیر وقت امور خارجه)، علی‌اکبر ولایتی و علی لاریجانی طی پیام های جداگانه درگذشت محمد عرب را تسلیت گفتند.

## سمت‌های رسمی
- مدیر تولید کارخانه کارتن کار قم (این کارخانه متعلق به حاجی ترخانی سرمایه‌دار معروف قبل و بعد از انقلاب بود)
- شهردار قم (از مهر ۱۳۵۹ تا دی ۱۳۶۰)
- معاون اداری و مالی وزارت امور خارجه ایران از ۱۳۶۰ تا ۱۳۶۷
- سفیر ایران در کشور سلطنتی عمان از ۱۳۶۷ تا ۱۳۷۲
- سر کنسول ایران در امارات متحده عربی از سال ۱۳۷۸ تا ۱۳۸۱
- عضو و رئیس شورای شهر قم (از ۱۳۸۷ تا ۱۳۹۲)
- مشاور تجربی سید علی خامنه‌ای و مشاور استاندار قم